# Шрисхайм
Шрисхайм (нем. Schriesheim) — город в Германии, в земле Баден-Вюртемберг.
Подчинён административному округу Карлсруэ. Входит в состав района Рейн-Неккар. Население составляет 14 908 человек (на 31 декабря 2010 года). Занимает площадь 31,64 км². Официальный код — 08 2 26 082.
Подразделяется на 3 городских района.

## Достопримечательности
- Старый город с множеством исторических зданий и Старой ратушей с Лобным местом
- Руины замка Штраленбург (XIII в.)
- Музеефицированная шахта, где до 1985 г. добывали серебро и сульфат железа
- Фрагменты римского подвала, обнаруженные при строительстве Новой ратуши

## Галерея
- Панорама Шрисхайма с замка Штраленбург
- Старая ратуша
- Замок Штраленбург на фоне башни католической церкви
- Шрисхайм в районе Райн-Неккар